# Еропкино-Боковое
Еропкино-Боковое — деревня в Свердловском районе Орловской области. Входит в состав Яковлевского сельского поселения.

## География
Деревня находится на берегу реки Вишневец, на расстоянии 11 км к северо-западу от посёлка городского типа Змиёвка, административного центра района, и 28 км к юго-востоку от города Орёл, административного центра области. 

### Часовой пояс
Деревня Еропкино-Боковое, как и вся Орловская область, находится в часовой зоне МСК (московское время). Смещение применяемого времени относительно UTC составляет +3:00.

## Население
| 2002 | 2010 |
| ---- | ---- |
| 19   | ↘9   |

## Улицы
В селе имеются две улицы: Луговая и Полевая.